# Sárí (město)
Sárí (persky شهر ساری‎) je město v severním Íránu a hlavní město provincie Mázandarán. Ekonomika města je založena na produkci potravin, jako jsou koláče, mletá rýže, jogurt, doogh (jogurtový nápoj), masové konzervy, olejnin a export ovoce zejména pomeranče, citrony.
Před íránskou revolucí v 1950 až 1970 se zde nacházel velký tovární komplex s největším průmyslovým zařízením na výrobu rostlinných olejů, který byl po revoluci znárodněn.
Dříve (658 př. Kr. - 225) se jmenovalo Zadrakarta. Byla hlavním městem Hyrkánie.

## Doprava
Přes Sárí vede Transíránská železnice, železniční trať vedoucí od Perského zálivu na jihozápadě země přes hlavní město Teherán až na sever ke Kaspickému moři a hranicím s Turkmenistánem.